# Roccalumera
Roccalumera ist eine Gemeinde der Metropolitanstadt Messina in der Region Sizilien in Italien mit 4062 Einwohnern (Stand 31. Dezember 2023).

## Lage und Daten
Roccalumera liegt 180 Kilometer östlich von Palermo und etwa 25 Kilometer südwestlich von Messina. Die Einwohner arbeiten hauptsächlich in der Landwirtschaft. Die Gemeinde bedeckt eine Fläche von 8,8 km².

## Straßennetz
Roccalumera hat mit dem Anschluss Roccalumera eine Auffahrt zur Autobahn A18/E45.

## Region
Die Nachbargemeinden sind: Fiumedinisi, Furci Siculo, Mandanici, Nizza di Sicilia und Pagliara.

## Geschichte
Der Ort wurde Anfang des 17. Jahrhunderts gegründet. Hier wurde zu dieser Zeit Alaun abgebaut.

## Sehenswürdigkeiten
- Turm von Sollina aus dem 15. Jahrhundert